# 皇家聖基萊斯聯
皇家聖基萊斯聯（法語：Royale Union Saint-Gilloise），通常简称为圣吉罗斯联合（法語：Union Saint-Gilloise），缩写为USG，是一家比利时职业足球俱乐部，位于布鲁塞尔城鎮聖希利斯，現於比利時職業聯賽比賽。

## 球隊歷史
俱乐部创建于1897年，球队共11次夺得比利时联赛冠军，首次夺得比利时联赛是在1904年。第二次世界大战前球会是比利时足坛最主要的球队之一，并且在1933年至1935年创造了比利时联赛广为熟知的纪录（连续60场比赛不败）。
二战之后，球队在欧洲赛场取得过短暂的成功，球队在1958年至1965年出现在城際展覽會杯中，并且在1958年-60年晋级赛事半决赛，并且两回合击败了羅馬。1963年俱乐部由于联赛战绩不佳降到了乙级联赛，球队甚至在1980年降至比利时全国最低级别的联赛。

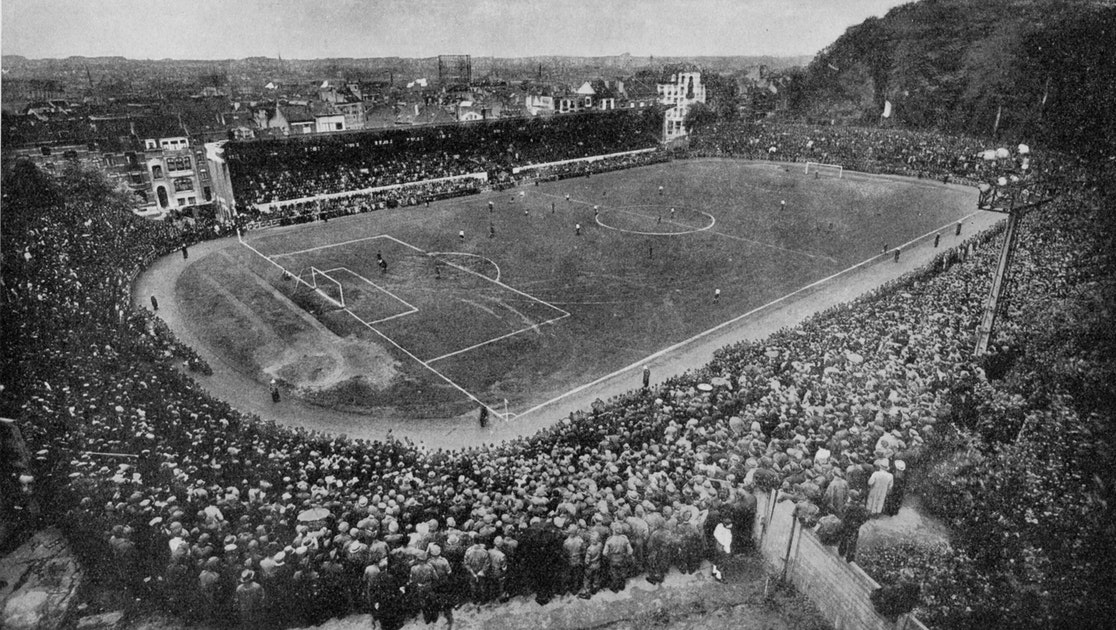
Joseph Marien stadium during a match Union Saint-Gilloise vs Daring Club de Bruxelles in the 1930s

## 近況

### 復興並重返甲組聯賽
2018年5月21日，英超球會白禮頓主席東尼·布林被確認為球會最大股東。 布林的共同投資者阿歷斯‧梅素則自8月起成為新任球會主席，並持有球會少量股權。
在2021年3月13日以2比1擊敗莫倫貝克47後，聖基萊斯聯以首名升班重返比利時甲組聯賽A，標誌着球隊自1972年以來首次登上頂級聯賽。由於受當時2019武漢肺炎期間的防疫限制，聖基萊斯球迷並不能齊聚主球場慶祝球隊升班。

### 進軍歐洲賽及爭標行列

#### 2021–22: 常規軍封王，季後賽亞軍
2022年4月10日比甲進入最後一輪賽事，球隊於83分鐘仍以0比0戰平敬陪末席的比斯查，最終比賽因比斯查球迷向球場投擲信號彈被迫腰斬，其後聖基萊斯聯亦因主隊被判以0-5告負全取3分。
睽違頂級聯賽49年的聖基萊斯聯再度以首名完成常規賽，這也是比甲有史以來首次有球隊以升班馬身份贏下聯賽榜首；他們隨後在季後賽被布魯日超過僅得次席，但仍然憑此嬴得球會史上首次晉身欧冠预选赛第三圈的參賽資格。
直至2022年進軍欧冠预选赛第三圈前，聖基萊斯聯已相隔58年未能晉身歐洲賽事，他們上一次登場要數到1964–65年國際城市博覽會盃。當時由於約瑟馬倫球場未能符合歐洲足協要求，球隊要借用魯汶的登德里夫球場作為他們的主場作賽。

#### 2022–25: 參戰歐霸杯及爭標份子

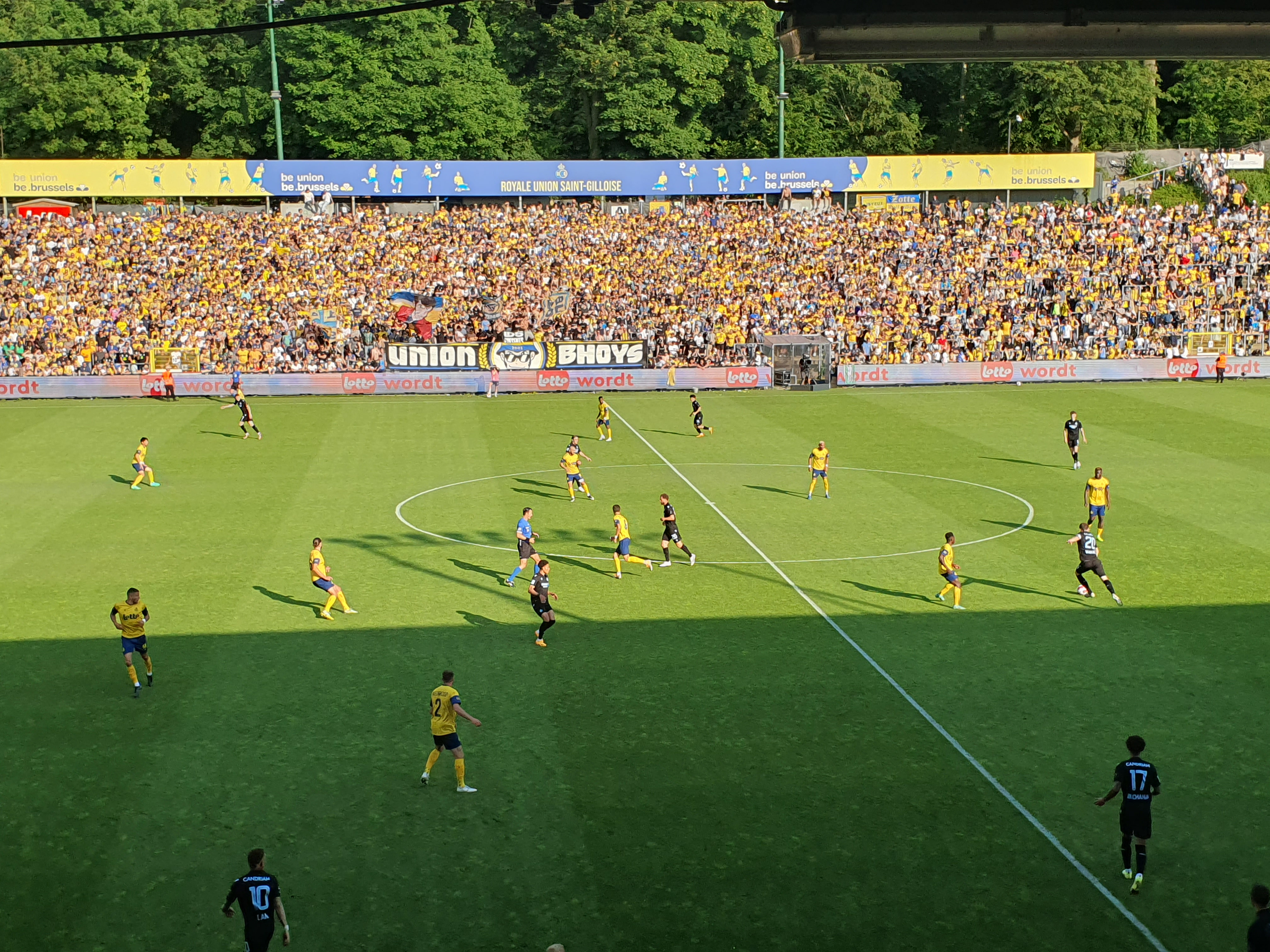
聖基萊斯最終在最後一輪對布魯日的季後賽中失落2022–23季總冠軍

聖基萊斯聯在預選賽被格拉斯哥流浪淘汰后，進入歐霸盃，在小组赛中以4勝、1和、1負的成绩获得第一直接小组出線。在16强中以两回合6-3擊敗德甲球隊柏林联合晉級八強赛，再以两回合6-2负于另一支德甲球队勒沃库森从而止步8强。
翌年，聖基萊斯聯在歐霸盃小组赛中，主場2-1擊敗利物浦，並以2胜、2平、2负的成绩获得小组第三，參加歐洲協會聯賽淘汰圈附加賽。他們以4-3的比數淘汰德甲球队法兰克福，晉身歐協聯十六强，惟被費倫巴治擊敗出局。
然而，他們在該賽季以1-0擊敗安特衛普，贏得2023-24年的比利時盃，並在比利時超級杯擊敗布魯日，成爲本地賽事的雙料冠軍。

## 球队荣誉
- 比利时足球甲级联赛:
  - 冠军 (12次): 1903–04, 1904–05, 1905–06, 1906–07, 1908–09, 1909–10, 1912–13, 1922–23, 1932–33, 1933–34, 1934–35, 2024–25
  - 亚军 (10次): 1902–03, 1907–08, 1911–12, 1913–14, 1919–20, 1920–21, 1921–22, 1923–24, 2021–22, 2023–24
- 比利時乙組聯賽/比利時甲組聯賽B:
  - 冠军 (4次): 1900–01, 1950–51, 1963–64, 2020–21
  - 亚军 (1次): 1967–68
- 比利时足球丙級聯赛A:
  - 冠军 (2次): 1975–76, 1983–84
- 比利时足球丙級聯赛B:
  - 冠军 (1次): 2003–04
- 比利時盃:
  - 冠军 (3次): 1912–13, 1913–14, 2023–24

## 歐洲賽成績
| 賽季    | 賽事             | 回合         | 球會           | 主場 | 客場 | 總計 | [ a ] |
| ------- | ---------------- | ------------ | -------------- | ---- | ---- | ---- | ----- |
| 1958–60 | 國際城市博覽會盃 | 第一圈       | 萊比錫代表隊   | 6–1  | 0–1  | 6–2  |       |
| 1958–60 | 國際城市博覽會盃 | 半準決賽     | 羅馬           | 2–0  | 1–1  | 3–1  |       |
| 1958–60 | 國際城市博覽會盃 | 準決賽       | 伯明翰         | 2–4  | 2–4  | 4–8  |       |
| 1960–61 | 國際城市博覽會盃 | 第一圈       | 羅馬           | 0–0  | 1–4  | 1–4  |       |
| 1961–62 | 國際城市博覽會盃 | 第一圈       | 赫斯           | 1–3  | 0–2  | 1–5  |       |
| 1962–63 | 國際城市博覽會盃 | 第一圈       | 馬賽           | 4–2  | 0–1  | 4–3  |       |
| 1962–63 | 國際城市博覽會盃 | 第二圈       | 薩格勒布戴拿模 | 1–0  | 1–2  | 2–2  |       |
| 1964–65 | 國際城市博覽會盃 | 第一圈       | 祖雲達斯       | 0–1  | 0–1  | 0–2  |       |
| 2022–23 | 歐洲聯賽冠軍盃   | 外圍賽第三圈 | 格拉斯哥流浪   | 2–0  | 0–3  | 2–3  |       |
| 2022–23 | 歐霸盃           | 分組賽       | 布拉加         | 3–3  | 2–1  | 1st  |       |
| 2022–23 | 歐霸盃           | 分組賽       | 馬模           | 3–2  | 2–0  | 1st  |       |
| 2022–23 | 歐霸盃           | 分組賽       | 柏林聯         | 0–1  | 1–0  | 1st  |       |
| 2022–23 | 歐霸盃           | 十六強       | 柏林聯         | 3–0  | 3–3  | 6–3  |       |
| 2022–23 | 歐霸盃           | 半準決賽     | 利華古遜       | 1–4  | 1–1  | 2–5  |       |
| 2023–24 | 歐霸盃           | 外圍賽第三圈 | 盧加諾         | 2–0  | 1–0  | 2–3  |       |
| 2023–24 | 歐霸盃           | 分組賽       | 圖盧茲         | 1–1  | 0–0  | 1st  |       |
| 2023–24 | 歐霸盃           | 分組賽       | 利物浦         | 2–1  | 0–2  | 1st  |       |
| 2023–24 | 歐霸盃           | 分組賽       | LASK           | 2–1  | 0–3  | 1st  |       |
| 2023–24 | 歐霸盃           | 淘汰圈附加賽 | 法兰克福       | 2–2  | 2–1  | 4–3  |       |
| 2023–24 | 歐霸盃           | 十六強       | 費倫巴治       | 0–3  | 1–0  | 1–3  |       |

## 註解
1. ↑  回合/小組晉級 () 或淘汰 ()
2. ↑  由於兩回合平手進入附加賽，薩格勒布戴拿模以3-2獲勝。

## 外部連結
- （英文） （法文） （荷兰文） Official website （页面存档备份，存于）